# TAEMIN JAPAN 1st TOUR "SIRIUS"
《TAEMIN JAPAN 1st TOUR "SIRIUS"》는 대한민국의 음악 그룹 샤이니의 멤버 태민의 두 번째 일본 콘서트 투어로 '빛나는 것'이라는 의미를 지닌 'SIRIUS'라는 단어를 통해 무대에 선 이 시간이 가장 빛나는 순간으로 기억에 남기고자 하는 의미가 담고자 이와 같은 타이틀로 결정되었다. 당초 26회의 홀 투어로 예정되어 있었으나 호응이 좋아 6일 간의 아레나 투어 일정이 추가되었다.

## 투어 일정
| 일정             | 도시       | 장소                                        | 관객 수       |
| ---------------- | ---------- | ------------------------------------------- | ------------- |
| 2018년 9월 21일  | 요코스카시 | 요코스카 예술 극장                          | 통산 4,600명  |
| 2018년 9월 22일  | 요코스카시 | 요코스카 예술 극장                          | 통산 4,600명  |
| 2018년 9월 24일  | 이시카와   | 혼다노모리 홀                               | 통산 4,400명  |
| 2018년 9월 25일  | 이시카와   | 혼다노모리 홀                               | 통산 4,400명  |
| 2018년 9월 28일  | 하마마쓰시 | 액트시티 하마마츠                           | 2,300명       |
| 2018년 9월 29일  | 시즈오카시 | 시즈오카 시민문화회관                       | 2,900명       |
| 2018년 9월 30일  | 이치카와시 | 이치카와 시민회관                           | 2,900명       |
| 2018년 10월 4일  | 나고야시   | 나고야 국제회의장 센츄리 홀                 | 통산 8,000명  |
| 2018년 10월 5일  | 나고야시   | 나고야 국제회의장 센츄리 홀                 | 통산 8,000명  |
| 2018년 10월 7일  | 사이타마   | 오오미야 소닉시티                           | 2,500명       |
| 2018년 10월 8일  | 마쓰모토시 | 마츠모토 시민예술관                         | 2,800명       |
| 2018년 10월 10일 | 횡빈       | 파시 피코 요코하마 국립대 홀                | 통산 16,000명 |
| 2018년 10월 11일 | 횡빈       | 파시 피코 요코하마 국립대 홀                | 통산 16,000명 |
| 2018년 10월 13일 | 마에바시시 | 베이시아 문화대 홀                          | 통산 4,400명  |
| 2018년 10월 14일 | 마에바시시 | 베이시아 문화대 홀                          | 통산 4,400명  |
| 2018년 10월 17일 | 규슈       | 이치고 그랜시어터                           | 2,900명       |
| 2018년 10월 18일 | 후쿠오카   | 후쿠오카 선 팔레스                          | 통산 4,600명  |
| 2018년 10월 19일 | 후쿠오카   | 후쿠오카 선 팔레스                          | 통산 4,600명  |
| 2018년 10월 22일 | 오사카     | 오릭스 극장                                 | 통산 7,200명  |
| 2018년 10월 23일 | 오사카     | 오릭스 극장                                 | 통산 7,200명  |
| 2018년 10월 24일 | 오사카     | 오릭스 극장                                 | 통산 7,200명  |
| 2018년 10월 26일 | 기옥       | 오카야마 시민회관                           | 2,700명       |
| 2018년 10월 28일 | 히로시마   | 우에노 학원 홀                              | 통산 3,400명  |
| 2018년 10월 29일 | 히로시마   | 우에노 학원 홀                              | 통산 3,400명  |
| 2018년 11월 1일  | 삿포로     | 삿포로 와쿠와쿠 홀리데이 홀                 | 통산 4,000명  |
| 2018년 11월 2일  | 삿포로     | 삿포로 와쿠와쿠 홀리데이 홀                 | 통산 4,000명  |
| 2018년 11월 9일  | 고베       | 고베 월드 기념 홀                           | 통산 18,000명 |
| 2018년 11월 10일 | 고베       | 고베 월드 기념 홀                           | 통산 18,000명 |
| 2018년 11월 11일 | 고베       | 고베 월드 기념 홀                           | 통산 18,000명 |
| 2018년 11월 24일 | 도쿄       | 무사시노모리 종합 스포츠 플라자 메인 아레나 | 통산 30,000명 |
| 2018년 11월 25일 | 도쿄       | 무사시노모리 종합 스포츠 플라자 메인 아레나 | 통산 30,000명 |
| 2018년 11월 26일 | 도쿄       | 무사시노모리 종합 스포츠 플라자 메인 아레나 | 통산 30,000명 |

## 세트 리스트
- Opening VCR -
- DOOR (JP)

- VCR #2 -
- MOVE (KR)

- Ment -
- Sexuality (KR)
- Press Your Number (JP)
- Into The Rhythm (JP)
- Love (KR)
- Better Man (JP)

- VCR #3 -
- Eclipse (JP)
- Drip Drop (JP)
- Guess Who (KR)

- Ment -
- Flame Of Love (JP)
- MARS (JP)
- What's This Feeling (JP)

- VCR #4 -
- Danger (JP)
- Thirsty (KR)
- Soldier (JP)
- Rise (이카루스) (KR)
- TIGER (JP)

- Encore -
- さよならひとり (JP/혼자서 안녕)
- Under My Skin (JP)
- HOLY WATER (JP)

## 제작
- 주최 : SM 엔터테인먼트 재팬, ON THE LINE
- 후원 : 유니버설 뮤직 재팬